# محلول بيورو

محلول بيورو، سُمّي بهذا الاسم نسبة لطبيبأمراض العيون كارل أوغست بيورو، وهو تحضير دوائي يتكون من محلول مائي من خلات الألومنيوم. يتوفر في الولايات المتحدة الأمريكية كدواء متاح بلا وصفة، باسماء تجارية متعددة مثل دوميبورو المنتج من قبل شركة موبيرغ الدوائية، دوميبورو أوتيك، ستار أوتيك، وبوروفير. 

## التاريخ
مخترع هذا المحلول المتوفر الآن على شكل دوميبورو المنتج من قبل شركة موبيرغ الدوائية، دوميبورو أوتيك، ستار أوتيك، وبوروفير هو كارل أوغست بيورو (1809-1874)، جراح عسكري وعالم تشريح. قام كارل أيضاً بتأسيس تقنيات في جراحة التجميل وشفاء الجروح والتي لازالت تسخدم حتى هذا اليوم. 

## التهاب الأذن
يستخدم محلول بيورو لعلاج أنواع عديدة من التهابات الأذن. يعتبر هذا الدواء رخيصاً وغير مؤذي للأذن. في حالات الفطار الأذني قد يكون أقل فاعلية من الكلوتريمازول ولكنه يبقى علاجاً فعالاً. 

## التهيجات الجلدية
يمكن استخدام معظم الإصدارات الدوائية من محلول بيورو مثل الماركة الأمريكية دوميبورو كناقوع وضماد. كدواء قابض مرخص من هيئة الغذاء و الدواء الأمريكية، يستخدم دومبيرو كعلاج لتهيجات الجلد الناتجة عن اللبلاب السام، البلوط والسماق، الطفح الجلدي الناتج عن الصابون، أو المنظفات، مستحضرات التجميل والحُليّ. كل هذه التهيجات بسبب اختلاط اثنان من المكونات الفعالة الموجودة في هذا الإصدار من محلول بيورو، سلفات الألومنيوم رباعي عشر الهيدرات وأسيتات الكالسيوم أحادي الهيدرات. 

## الاستخدام الغير منصوح به طبياً
وجد العديد من مستخدمين محلول بيورو استخدامات أخرى لم ينصح بها. جراء قوة المحلول، استخدمه البعض لعلاج نمو الظفر الغارز في اللحم، البعض استخدم محلول بيورو المخفف بالماء الدافئ للسيطرة على العدوى. 